# Lincoln (Massachusetts)
Lincoln – miasto w Stanach Zjednoczonych, w stanie Massachusetts, w hrabstwie Middlesex.